# آموزش کارکنان
آموزش کارکنان برای آسان کردن یادگیری در آنان است. از یادگیری تعاریف زیادی داده شده است، اما تعریفی که در این میان شناخته‌تر است بیان می‌دارد: «یادگیری به فرآیند ایجاد تغییر نسبتاً پایدار در رفتاری که حاصل تجربه است گفته می‌شود، و نمی‌توان آن را به حالت‌های تربیتی بدن مانند آنچه بر اثر بیماری، خستگی یا داروها پدید می‌آید نسبت داد.»آموزش کارکنان به عنوان یک استراتژی کلیدی در بهبود سلامت روان، افزایش بهره‌وری و توانمندسازی افراد در مواجهه با چالش‌ها و فشارهای محیط کار شناخته می‌شود. این آموزش‌ها به کارکنان کمک می‌کنند تا با ناملایمات بهتر کنار بیایند و توانایی‌های خود را برای حل مشکلات و تبدیل موانع به فرصت‌های یادگیری تقویت کنند.

## تعریف آموزش کارکنان

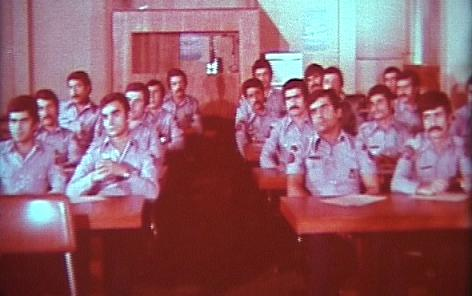

آموزش کارکنان عبارت از بهبود نظام‌مند و پی‌درپی شاغلین از نظر دانش‌ها، مهارت‌ها، توانائی‌ها و رفتارها است، که به رفاه آن‌ها کمک می‌کند و شرایط بهتری را برای احراز مقام بالاتر فراهم می‌آورد.

## اهداف آموزش کارکنان
1. ایجاد یا ارتقای سطح دانش و آگاهی افراد شاغل
2. ایجاد یا ارتقای سطح مهارت‌های شغلی و اجتماعی
3. ایجاد یا ارتقای سطح نگرش افراد شاغل
4. ایجاد رفتار مطلوب و متناسب با ارزش‌های پایدار جامعه که در افراد به‌کار گرفته می‌شود، انجام می‌گیرد.